# Jake LaMotta
Pour les articles homonymes, voir LaMotta.
Giacobbe LaMotta, dit Jake LaMotta, est un boxeur américain, né de parents immigrés italiens le 10 juillet 1922 à New York, dans le Bronx, et mort le 19 septembre 2017 à Aventura en Floride. Il est surnommé The Raging Bull (« Le Taureau enragé »)  ou The Bronx Bull (« Le Taureau du Bronx »), en raison de sa puissance et de son ardeur au combat.
Champion du monde des poids moyens de 1949 à 1951, peu doué pour l'esquive, il savait encaisser les coups les plus violents, avant de contrer avec férocité ses adversaires. Aucun de ces derniers n'est arrivé à le mettre KO au cours des 106 combats professionnels qu'il livra. Sa vie a été retranscrite à l'écran par Martin Scorsese dans le film Raging Bull en 1980 avec Robert De Niro dans le rôle du boxeur.

## Biographie

### Carrière
Fils d'immigrés italiens, Jake LaMotta apprend, dès l'adolescence, la boxe dans une maison de correction, au Coxsackie Correctional Institute et est surnommé « The Bronx Bull » (Taureau du Bronx) à cause de son agressivité sur le ring. Son premier combat professionnel se déroule le 3 mars 1941. Il le remporte après 4 rounds, par décision de l'arbitre, contre Charley Mackley.
Les deux années suivantes, il cumule un grand nombre de victoires et gagne la reconnaissance le 5 février 1943, en battant Sugar Ray Robinson au 10e round, par décision unanime des juges. C’est la deuxième rencontre entre les deux champions et la première défaite de Robinson en tant que professionnel. Ce combat est élu surprise de l'année Ring Magazine. Au total, LaMotta et Robinson s’opposent à six reprises. Malgré la forte combativité qu'il oppose à la technique de Ray Robinson, LaMotta ne remporte que la deuxième des six rencontres.
Après sa victoire sur Ray Robinson, LaMotta est suspendu sept mois pour avoir accepté de perdre face à Billy Fox.
Le 16 juin 1949, LaMotta remporte le championnat du monde des poids moyens contre le boxeur français Marcel Cerdan. Ce dernier se blesse à l'épaule en tombant au premier round et ne peut poursuivre à la 10e reprise. Une revanche est prévue, mais Cerdan se tue dans un accident d’avion en octobre alors qu’il part s’entraîner pour ce combat aux États-Unis.
Par la suite, LaMotta rencontre Robert Villemain pour une revanche après un combat controversé. En effet, pour le public et les observateurs, il est perdant, mais deux juges (qui devaient être disqualifiés par la suite) lui donnent la victoire pour ne pas nuire à de juteux paris. Pour cette revanche, il refuse de mettre en jeu son titre de champion du monde. Robert Villemain remporte largement le combat. Après sa défaite, LaMotta refuse systématiquement les confrontations avec Villemain. Ce combat est élu surprise de l'année Ring Magazine.
LaMotta défend son titre deux fois : la première, le 12 juillet 1950 contre Tiberio Mitri, invaincu jusque-là, qu’il bat aux points après 15 rounds et la seconde, le 13 septembre, face au Français Laurent Dauthuille qu’il met KO à 15 secondes de la fin du combat alors qu’il est dominé depuis le premier round. Il perd cependant son titre contre Robinson le 14 février 1951, à la 13e reprise. Il n'est pas mis KO, s’accrochant dans les cordes alors qu’il est compté (Saint Valentine's Day Massacre).
Dans ses sept combats suivants, il est battu avant la limite à deux reprises. En 1953, il ne combat pas et revient sur le ring en 1954 pour trois combats, avant de se retirer. Son dernier combat l’oppose à Al McCoy, qu’il bat par KO.
Il compte 83 victoires (dont 30 par KO), pour 19 défaites et 4 matchs nuls.

### Après-carrière
- Jake LaMotta a fait plusieurs mois de prison pour avoir payé une mineure pour un strip-tease.
- Son fils a péri dans l'accident du vol Swissair 111 en 1998.
- Après sa carrière de boxeur, il devint propriétaire d'une boîte de nuit portant son nom.

### Mort
Jake LaMotta meurt le 19 septembre 2017 à l’âge de 95 ans des suites d’une pneumonie.

## Récompenses et distinctions
- LaMotta - Dauthuille élu combat de l'année 1950 par Ring Magazine.
- Il fut membre de l'International Boxing Hall of Fame dès sa création en 1990.

## Cinéma et littérature
Il a coécrit une autobiographie, Raging Bull, adaptée au cinéma par Martin Scorsese en 1980, sous le même titre, avec Robert De Niro dans son rôle, pour lequel il obtiendra l'Oscar du meilleur acteur. Il y apparaît dans quelques scènes.

## Filmographie
Sauf indication contraire, les informations mentionnées dans cette section peuvent être confirmées par les bases de données cinématographiques  présentes dans la section « Liens externes ».
Jake LaMotta a joué divers rôles au cinéma :
- 1961 : Commando à Cuba (Rebellion in Cuba) : Julio
- 1961 : L'Arnaqueur (The Hustler) : un serveur
- 1965 : The Runaways : Joe Senken
- 1968 : Confessions of a Psycho Cat : Rocco
- 1970 : Cauliflower Cupids : Gentle Jim
- 1971 : Who Killed Mary Whats'ername? : un serveur
- 1979 : L'Arme au poing (Firepower) : Nickel Sam
- 1987 : Hangmen : Moe Boone
- 1988 : Maniac Cop : un détective
- 1989 : Mob War : Don Ricci
- 1991 : New Jack City : un gangster assis au bar
- 2007 : Renaissance d'un champion : lui-même (voix)